# Hartmannia dissecta
Hartmannia dissecta là một loài thực vật có hoa trong họ Anh thảo chiều. Loài này được (A. Gray) Rose mô tả khoa học đầu tiên năm 1905.